# 덕풍도서관
덕풍도서관은 경기도 하남시에 있는 도서관이다.

## 연혁
- 2016.11.01 덕풍도서관 개관